# Tupoljev Tu-22M
Tupoljev Tu-22M (NATO naziv: "Backfire") je nadzvučni strateški bombarder velikog doleta s promjenjivom geometrijom krila. Razvijen je u bivšem SSSR-u a i danas, velik broj zrakoplova je još uvijek aktivan u Ruskom zrakoplovstvu.

## Razvoj
Iskustva su pokazala da Tu-22 "Blinder" nije posebno uspješan jer je bio inferioran i prema starijim zrakoplovima poput Tu-16 Badgera. Njegov dolet, te uzletne osobine su bile njegove najslabije karakterisike te je uskoro sovjetsko zapovijedništvo izdalo zahtjev za kvalitetnijim i sposobnijim zrakoplovom. I dok je "Blinder" tek ulazio u aktivnu službu, razvojni tim Tupoljeva je već počeo dizajnirati njegovog unaprijeđenog nasljednika.
Krila s promjenjivom geometrijom su se i prije pokazala uspješna (MiG-23, Su-17) jer su omogućavala polijetanje s kratkih uzletno-sletnih staza, ekonomično krstarenje te aerodinamičan oblik za letove pri velikim brzinama. Sve to je rezultiralo izmijenjenim Tu-22 s novim "swing-wing" krilima te nekim karakteristikama s Tu-98 prototipa.
Prvi prototip je poletio 30. kolovoza 1969. te je nedugo nakon toga zapad otkrio postojanje neovog strateškog bombardera.
SSSR je dugo vremena tvrdio da je naziv novog zrakoplova Tu-22M što je zapadu dalo naslutiti da se radi o samo o novijoj inačici starijeg Tu-22. Međutim istina je bila da se radi o potpuno drugačijem zrakoplovu s puno boljim karakteristikama što se kasnije i otkrilo.
Prva predprodukcijska inačica je nosila naziv Tu-22M0 te je proizvedeno samo 9 ovih inačica, nakon čega slijedi novih 9 zrakoplova oznake Tu-22M1 a proizvedeni su 1971. i 1972.
Prva inačica namijenjena masovnoj proizvodnji je nosila naziv Tu-22M2 a s proizvodnjom započinje 1972. Nova inačica je imala duža krila, izmijenjenu vanjštinu a broj članova posade je određen na 4.
Neke inačice Tu-22M-a su imale dodatak za punjene goriva u zraku. To je izazvalo zabrinutost na zapadu jer je uveliko povežavalo njegov dolet, no dodatak je uklonjen novijim inačicama jer je ometao ostalu opremu.
Posljednja inačica je nosila naziv Tu-22M3, a imala je snažnije motore (ugrađeni su noviji i snažniji NK-25 motori), veće usisnike za zrak te je krila mogla povući više prema nazad kako bi dobio aerodinamičniji oblik. Prvi let ova inačica je imala 1976. a u službu je uvedena 1983.
Razvijena je i inačica za elektroničko ratovanje oznake Tu-22MP 1986. no vjeruje se da su izrađena samo tri prototipa ove verzije.
Ukupno je proizvedeno 497 zrakoplova uključujući predprodukcijske inačice.

## Služba
Tijekom hladnog rata je obavljao dvije glavne zadaće: strateškog bombardera i dalekometnog protu-brodskog lansera raketa a proizvodnja konačno završava 1993. Trenutno u sastavu svog zrakoplovstva, Rusija posjeduje 162 zrakoplova te 93 u rezervi.

### Borbeno djelovanje
Prvo borbeno djelovanje Tu-22M je imao u Afganistanu u razdoblju od 1987. do 1989. gdje je imao ulogu sličnu američkih Stratofortresa - bacanje velike količine konvencionalnih bombi na neprijateljske ciljeve. No unatoč svemu njegova uloga u ratu je bila minimalna.
Tu-22M se koristio i u Čečeniji gdje je izvodio napade u blizinu Groznog.

### Izvoz
SSSR nije izvozio Tu-22M, ali je raspadom prešao u vlasništvo novonastalih zemalja nasljednica. Bjelorusija posjeduje 52 zrakoplova čiji je status nepoznat, Ukrajina je posjedovala 29 zrakoplova no kako je Ukarijnska vlada potpisala sporazume o ograničenju naoružanja, svi zrakoplovi su uništeni s posljednjim povučenim u 2004.
Od 1992. Tupoljev je razmatrao prodaju zrakoplova Iranu, Indiji i Kini, no do sada nije sklopljen ni jedan službeni ugovor. 
2001. 4 zrakoplova su iznajmljena Indiji za pomorsko izviđanje i napade.

## Korisnici

### Sadašnji
- Rusija
- Indija

### Bivši
- Bjelorusija
- Ukrajina
- SSSR

## Tehničke karakteristike
Osnovne karakteristike
- posada: 4
- dužina: 42,4 m
- raspon krila: 
34,28 m raširena 
 23,30 m uvučena
- površina krila: 
183,6 m2 raširena
175.8 m2 uvučena
- visina: 11,05 m

Letne karakteristike
- najveća brzina: Mach 2,3
- dolet: 7.000 km
  - borbeni dolet: 2.410 km
- brzina penjanja: 15m/s
- najveća visina leta: 13.300 m
- specifično opterećenje krila: 688 kg/m2
- motor: 2× Kuznjecov NK-25 turbofen motora

## Naoružanje
Strojnice
- 1x GSH-23 top u repnoj kupoli s daljinskim upravljanjem.

- Bombe i rakete:

- Unutarnji prostor nosivosti 21.000 kg.
- Od 1x do 3x Raduga Kh-22 ili Raduga KSR-5 rakete unutar ili izvan zrakoplova
- 1x unutarnji rotirajući lanser za 6 Raduga KSR-5 raketa
- Različite slobodno padajuće bombe. Najčešće 69x FAB-250 ili 8x FAB-1500.